# Jean-Baptiste Rotondo
Jean-Baptiste Rotondo, nascido por volta de 1750 em Fallavecchia, não longe de Abbiategrasso, e morto em Turim entre 1795 e 1798, é um Agente provocador milanês.
Após fazer estudos bastante imperfeitos, Rotondo acha em Milão um pequeno emprego nos escritórios da Intendência, fazendo, ao mesmo tempo, a intermediação de pedrarias e rendas.
Por volta de 1782, Rotondo vai para Paris, onde estabelece-se no comércio e ganha o pão dando lições de latim. Mesmo durante as jornadas mais confusas da Revolução Francesa, ele se apresentará como o "Professor" Rotondo.
Acusado de roubo em 1785, cumpre uma detenção de seis meses no Grande Châtelet, até ser liberado por falta de provas. Mesmo assim, banido da França, estabelece-se durante dezoito meses em Rotterdam, onde muda de negócio e faz-se comerciante de objetos de Física e barômetros. Da Holanda, ele passa então para Londres onde volta a lecionar numa pensão ao mesmo tempo em que volta a comerciar pedrarias e rendas.
Com o advento da Revolução Francesa, Rotondo volta a Paris, onde frequenta o Palais Royal, aliando-se a Saint-Huruge, Buirette de Verrières, Santerre e outros. A partir daí, estará envolvido em todos os acontecimentos da Revolução, filiar-se-á a todos os Clubes.
Graças a sua ligação com Santerre e à violência de sua fala, ganha ascendência sobre o Faubourg Saint-Antoine. Na época, abre um curso de línguas (italiano e inglês) numa sala no Palais Royal. As informações fornecidas por Mallet du Pan vindas de Bertrand de Molleville representam-no como um dos principais agentes do Duque de Orleans : "Ele passava por lá nove vezeso dia".
Durante a pilhagem do Hôtel de Castries, em 12 de Outubro de 1790, onde o Marquês de La Fayette aparece para tentar acalmar a multidão, Rotondo ousa desafiar com insolência o todo-poderoso general enquanto este parlamenta com os saqueadores. A partir daí, Rotondo especializa-se em ser preso, perseguido e encarcerado. 
Assim, quando no Massacre do Campo de Marte um homem desconhecido atira contra Lafayette, Rotondo é acusado a seguir. Preso, sua inocência é reconhecida alguns dias depois e ele é solto. Rotondo foi filiado ao Clube dos Jacobinos e frequentou igualmente, pelo menso durante algum tempo, o Clube dos Cordeliers.
Suas ligações com personalidades destacadas fazem com que obtenha, a partir do final de 1790, a promessa de um posto de professor na Sociedade Nacional dos Jovens Franceses, estabelecida sob os auspícios do Diretório e da Municipalidade de Paris. Ele nunca consegue esse posto.
Cansado de guerras, Rotondo decide ir para o interior. Dirige-se a uma cidade, aparentemente para abrir um curso, mas, na verdade, como emissário dos clubes revolucionários para preparar as eleições para a Assembléia Nacional Legislativa. De Agosto a Dezembro, ele é notado em Angoulême, Bordeaux, Nantes e Chartres, onde o condutor dos Correios de Nantes e Angers para Paris faz uma queixa contra ele. A municipalidade o prende mas o solta a seguir.
Em Dezembro de 1791 ou, no mais tardar, no Janeiro seguinte, Rotondo volta à Paris, alojando-se junto com sua amante, Angélique Daumont, na casa da viúva Alaïde, na Praça do Carrossel nº 662. A dois passos do Palácio das Tulherias, residência do Rei Luís XVI, Rotondo estava à postos para tomar parte de todos os tumultos.  
Ao final de Julho de 1792, designado em todas as listas de oficiais e espiões da polícia como "um dos principais chefes dos grupos turbulentos e sanguinários", o intendente da Lista Civil, de La Porte, lhe propõe acordo no valor de 100 libras esterlinas, pagável à vista junto à Thelusson, banqueiro monarquista e consul da França em Londres, com a condição que Rotondo parta imediatamente para a Inglaterra. Rotondo aceita o acordo porém continua em Paris, só vindo a cumpri-lo no final de Outubro. Nesse interim, uma lenda (que Rotondo encarrega-se de espalhar mas que os historiadores desmentem) o designa durante muito tempo como o principal assassino da Princesa de Laballe, morta durante os Massacres de Setembro de 1792, logo após a queda do Rei Luís XVI.
Tão logo passa para a Inglaterra, esta lenda o acompanha. Longe de protestar, Rotondo enfeita-se com o título de assassíno da Princesa de Lamballe para aterrorizar os emigrantes. Em Londres, após uma rixa com os emigrantes, no Café d'Orange em Piccadilly, ele é preso e, depois de passar pouco tempo na prisão, é posto em liberdade.
Toma então o nome de Brambilla, sob o qual passa por Windsor, Bath e finalmente retorna a Londres. Ao final, não podendo permanecer na Inglaterra e sendo aconselhado por Santerre a não retornar a Paris, segue os pedidos de sua amante, que ainda lhe permanece fiel, e decide estabelecer-se em um país neutro, no caso, a Suíça. Partindo de Margate em 22 de Dezembro, através de Liège, Aix-la-Chapelle, Mézières, Nancy e Strasbourg, e fazendo o percurso um pouco a cavalo e um pouco a pé, chega em Basileia no dia 9 de Março de 1793. Daí por Berna e Biel, Rotondo chega a Genebra.
Em meio aos emissários franceses que enchiam a cidade, Rotondo recuperou sua segurança. Desejando, dizem, causar algum grande movimento que operasse uma reunião de Genebra com a França, foi notado e feito prisioneiro pelos comitês, em 4 de Abril, por medida de segurança. Apesar de não ter sido possível condená-lo por qualquer projeto contra a cidade de Genebra, Rotondo ficou preso até o dia 31 de Julho.
Quando Rotondo, expulso de Genebra, desembarca em Nyon, foi preso novamente e conduzido sob escolta para o Castelo de Chillon. Rotondo foi acusado de ter tomado parte no massacre de guardas suíços quando do "10 de Agosto". Os cantões suíços, não podendo abrir um processo contra ele por falta de provas, rendem-se à insistência do Barão de Vignet e entregam Rotondo ao Rei da Sardenha. 
Em 23 de Agosto, o juiz de Vevey o entrega ao comandante de Saint-Maurice. Na manhã do dia 25 ele é conduzido até os limites de Grand Saint-Bernard, e aí introduzido pelo Aosta e encarcerado nas prisões do Pó, em Turim. Como fosse necessário coletar provas antes de estabelecer sua culpa, a magistratura piemontesa deliberou até 20 de Dezembro de 1794, data do último documento dos arquivos de Turim onde se pode encontrar o nome de Rotondo. Seu nome desaparece depois dessa data. É provável que tenha morrido na prisão entre 1795 e 1798, sem nunca ter sido julgado.